# Il club del libro e della torta di bucce di patata di Guernsey (film)
Il club del libro e della torta di bucce di patata di Guernsey (The Guernsey Literary and Potato Peel Pie Society) è un film del 2018 diretto da Mike Newell.
Il film è l'adattamento cinematografico dell'omonimo romanzo di Mary Ann Shaffer e Annie Barrows.

## Trama
Poco dopo la fine della seconda guerra mondiale, la giovane scrittrice londinese di successo Juliet Ashton è in giro nelle librerie per promuovere il suo romanzo, ultimo di una fortunata serie firmata con uno pseudonimo. Un giorno riceve una lettera da un uomo di nome Dawsey Adams che vive sull'isola di Guernsey. Nella lettera l'uomo dice di essere in possesso di un vecchio libro appartenuto a Juliet, che lei aveva venduto anni prima.
L'uomo scrive di essere membro del "Club del libro e della torta di bucce di patata di Guernsey", un piccolo club letterario nato per nascondere ai tedeschi un maiale arrosto, ma che poi ha appassionato gli amici che lo compongono. Il racconto intriga Juliet che decide di andare sull'isola per approfondire la storia. Prima di partire si fidanza con Mark, un facoltoso ufficiale americano che frequenta da alcuni mesi.
A Guernsey Juliet conosce i membri del club, trovando un ambiente a lei consono e persone affabili e gentili, a patto che non si nomini Elizabeth McKenna, la fondatrice del club, misteriosamente allontanatasi dall'isola, lasciando la piccola figlia Kit a Dawsey. La scrittrice resta più a lungo del previsto sull'isola, indagando sulla sorte di Elizabeth, fino a scoprire del suo amore per un tedesco, che la aveva messa incinta ed era poi morto in un naufragio. In seguito la donna, della quale era innamorato anche Dawsey, era stata arrestata e deportata dai tedeschi.
Con l'aiuto di Mark che, geloso, la raggiunge a Guernsey, Juliet scopre che Elizabeth è morta prigioniera in Germania, freddata dopo un atto di ribellione. 
Tornata a Londra Juliet rompe con Mark, col quale capisce di non avere nulla in comune e scrive un romanzo sulla storia che ha ricostruito e lo manda al club perché lo giudichi e, eventualmente, dia il consenso a pubblicarlo. Dawsey capisce di amare Juliet e parte per Londra per dichiararsi proprio mentre lei sta andando da lui. I due si incontrano a Weymouth e tornano a Guernsey per coronare il loro amore e crescere insieme la piccola Kit.

## Distribuzione
Il film è stato distribuito nelle sale cinematografiche statunitensi il 20 aprile 2018. In Italia viene distribuito attraverso Netflix dal 10 agosto 2018.